# Diatenes costalis
Diatenes costalis là một loài bướm đêm trong họ Noctuidae.